# Polydora cornuta
Polydora cornuta är en ringmaskart som beskrevs av Bosc 1802. Polydora cornuta ingår i släktet Polydora och familjen Spionidae. Arten är reproducerande i Sverige. Inga underarter finns listade i Catalogue of Life.